# Polia polyodon
Polia polyodon là một loài bướm đêm trong họ Noctuidae.